# جائزة نيوزيلندا الكبرى 1956
جائزة نيوزيلندا الكبرى 1956 هو سباق فورمولا 1 أقيم بتاريخ 7 يناير 1956 في أوكلاند، نيوزيلندا. حلّ البريطاني ستيرلنغ موس أولا.